# Cerkvenoslovanščina
Cerkvénoslovánščina (rusko церковнославя́нский язы́к) je liturgični jezik bolgarske, ruske, srbske pravoslavne cerkve in drugih slovanskih pravoslavnih cerkva. Zgodovinsko je ta jezik nastal iz stare cerkvene slovanščine s prilagoditvijo izgovorjave in pisave ter z zamenjavo nekaterih starih in nepomembnih besed in izrazov z ustreznimi iz ljudskega jezika, na primer iz staroruščine.
Pred 18. stoletjem so cerkvenoslovanščino na široko uporabljali kot splošni knjižni jezik v Rusiji. Čeprav se kot tak ni nikoli govoril zunaj cerkva, so ga duhovniki, pesniki in izobraženci uporabljali. V 17. in 18. stoletju je cerkvenoslovanščino zamenjala ruščina v posvetni književnosti, tako da so jo uporabljali le še v cerkvi. V 60. letih 18. stoletja je Mihail Vasiljevič Lomonosov razpravljal o tem, da je bila cerkvenoslovanščina nekakšen »višji slog« ruščine. Znotraj Rusije je to stališče v 19. stoletju počasi izginevalo. Slogovni elementi so se najdlje ohranili v govoru med staroverci (старове́ры ali старообря́дцы) po verski shizmi v ruski pravoslavni cerkvi v poznem 17. stoletju.
Cerkvenoslovanščino so v več različicah uporabljali kot liturgični in knjižni jezik v drugih pravoslavnih deželah - Belorusiji, Ukrajini, Romuniji, Srbiji, Bolgariji in Makedoniji dokler je niso zamenjali narodni jeziki. Rabili so jo le še v liturgiji.
Ruščina si je od cerkvenoslovanščine sposodila veliko besed. Ker sta oba jezika slovanska, po navadi mislijo, da so to le različice ruskih besed. Na primer:
| rusko                                                             | cerkvenoslovansko | slovensko     |
| го́род [1] gorod                                                   | град grad         | mesto         |
| горя́чий gorjačij                                                  | горящий gorjaščij | vroč, gorek   |
| зо́лото [1] zoloto                                                 | злато zlato       | zlato         |
| ро́вный rovnij                                                     | равный ravnij     | raven, gladek |
| рожа́ть[2] rožat                                                   | рождать roždat    | poroditi      |
| [1] - rusko polnoglasje, [2] - tudi рожда́ть (porajati, poroditi). |                   |               |

Cerkvenoslovanščina je pisana v cirilici, s tem, da uporablja nekatere starinske črke in ločevalna znamenja (diakritične znake). Trenutno je računalniška podpora za ta jezik zelo majhna in si morajo ljudje drugače pomagati. 

## Cerkvenoslovanska abeceda
| Cerkvenoslovanska cirilica | Cerkvenoslovanska cirilica | Cerkvenoslovanska cirilica | Cerkvenoslovanska cirilica                              | Latinično prečrkovanje oz. izgovorjava |
| Velika črka                | Mala črka                  | Ime                        | Opombe                                                  |                                        |
| А                          | а                          | az                         | /                                                       | a                                      |
| Б                          | б                          | buki                       | /                                                       | b                                      |
| В                          | в                          | vedi                       | /                                                       | v                                      |
| Г                          | г                          | glagoli                    | /                                                       | g                                      |
| Д                          | д                          | dobro                      | /                                                       | d                                      |
| Є                          | E                          | jest                       | na začetku besede se piše kot є, ki se izgovarja kot je | e                                      |
| Ж                          | ж                          | živete                     | /                                                       | ž                                      |
| Ѕ                          | ѕ                          | dzelo                      | /                                                       | dz                                     |
| З                          | з                          | zemlja                     | /                                                       | z                                      |
| И                          | и                          | iže                        | /                                                       | i                                      |
| І                          | ı                          | i                          | pred samoglasniki se piše kot Ї ї                       | i                                      |
| К                          | к                          | kako                       | /                                                       | k                                      |
| Л                          | л                          | ljudije                    | /                                                       | l                                      |
| М                          | м                          | mislite                    | /                                                       | m                                      |
| Н                          | N                          | naš                        | /                                                       | n                                      |
| О                          | о                          | on                         | na začetku besede se piše kot Ѻ ѻ                       | o                                      |
| Ѡ                          | ѡ                          | omega                      | /                                                       | o                                      |
| П                          | п                          | pokoj                      | /                                                       | p                                      |
| Р                          | р                          | reci                       | /                                                       | r                                      |
| С                          | с                          | slovo                      | /                                                       | s                                      |
| Т                          | т                          | tvrdo                      | /                                                       | t                                      |
| Ȣ                          | ȣ                          | uk                         | na začetku besede se piše kot Ѹ ѹ                       | u                                      |
| Ф                          | ф                          | frt                        | /                                                       | f                                      |
| Х                          | х                          | her                        | /                                                       | h                                      |
| Ѿ                          | ѿ                          | ot                         | /                                                       | ot                                     |
| Ц                          | ц                          | ci                         | /                                                       | c                                      |
| Ч                          | ч                          | črv                        | /                                                       | č                                      |
| Ш                          | ш                          | ša                         | /                                                       | š                                      |
| Щ                          | щ                          | šta                        | /                                                       | št                                     |
| Ъ                          | ъ                          | jor                        | /                                                       | ne izgovarjamo                         |
| Ы                          | ы                          | jeri                       | /                                                       | i                                      |
| Ь                          | ь                          | jer                        | /                                                       | ne izgovarjamo                         |
| Ѣ                          | ѣ                          | jat                        | /                                                       | e                                      |
| Ю                          | ю                          | ju                         | /                                                       | ju                                     |
| Ѧ                          | ѧ                          | jus mali                   | na začetku besede se piše kot ІА ıa                     | ja                                     |
| Ѯ                          | ѯ                          | ksi                        | /                                                       | ks                                     |
| Ѱ                          | ѱ                          | psi                        | /                                                       | ps                                     |
| Ѳ                          | ѳ                          | fita                       | /                                                       | f                                      |
| Ѵ                          | ѵ                          | ižica                      | /                                                       | i                                      |

### Naglasna znamenja in okrajšave
V cerkvenoslovanščini poznamo tri naglasna znamenja: ostrivec, krativec in strešico. Vsa tri označujejo jakostni naglas besede. Pri njihovem uporabljanju veljajo naslednja pravila:
- Krativec uporabljamo, če je naglas na zadnjem glasu besede.
- V vseh drugih primerih uporabljamo ostrivec.
- Strešico uporabljamo za razlikovanje sklonov (npr. licá (2. skl. ed.) in licâ (4. skl. mn.)).

Poleg teh pozna cerkvenoslovanščina še posebno znamenje, pridih, izgleda kot okrog obrnjen c. Ta se piše nad samoglasnikom, če je na prvem mestu. Pridih je prevzet iz grščine in ga ne izgovarjamo. Njegova vloga je le okrasna.
V pisanem jeziku srečamo tudi veliko okrajšav, te so dveh vrst. Prve se kažejo kot črtice nad črkami, druge pa kot vijuge s podpisano črko. Namen okrajšav je hitrejše pisanje, uporabljajo pa se le za 51 določenih besed.
Primera: (vir: »Abbreviations«. Pridobljeno 7. julija 2009.)
- beseda nebo se zapiše kot nbo, nad b pa je dodana vodoravna črtica.
- beseda voskresenie se zapiše kot voskrnie, nad r pa je dodana vijuga in pod njo s.